# 擁抱青春靈魂最深處三部曲
擁抱青春靈魂最深處三部曲是公視在2010年推出的三大戲劇，由《那年，雨不停國》、《死神少女》、《他們在畢業的前一天爆炸》組成，這三部戲都是探討青少年之間的問題。

## 戲劇
| 推出順序 | 名稱                   | 導演   | 主題                           |
| -------- | ---------------------- | ------ | ------------------------------ |
| 首部曲   | 那年，雨不停國         | 陳慧翎 | 八八水災創傷的療傷故事         |
| 二部曲   | 死神少女               | 周美玲 | 「渡過」以及渡過之後的「平靜」 |
| 三部曲   | 他們在畢業的前一天爆炸 | 鄭有傑 | 抗拒長大的生命力               |

## 附註
1. ↑  回味公視「擁抱青春靈魂最深處三部曲」青澀少年少女的內心獨白 （页面存档备份，存于），Bella.tw，2019-07-19。